# Makeinu ni Encore wa Iranai
«Makeinu ni Encore wa Iranai» (負け犬にアンコールはいらない?  "Los perdedores no necesitan un bis") es el segundo extended play de Yorushika. Fue lanzado el 8 de mayo de 2018 por U&R Records. El título en inglés del EP es «Underdog» (Perdedor).

## Lanzamiento
Este álbum fue producido y lanzado un año después de su EP debut Natsukusa ga Jama wo Suru. Este lanzamiento incorpora propuestas hechas por la vocalista suis, miembro del dúo, así como otros ingenieros de grabación. Se dice n-buna tuvo un bajón emocional por no poder hacer música un tiempo, por eso hubo una brecha que duró un año.
Debido a que no hubo presentación en vivo desde el lanzamiento de este EP, ninguna canción fue interpretada en vivo, a excepción de la versión regrabada de  «Bakudanma» (en Tōsaku). Sin embargo, en enero de 2021 se llevó a cabo en línea el «Zense» en vivo, en donde se realizó una versión especial de «Tada Kimi ni Hare» y «Tōmin».
En octubre de 2020, según Billboard Japan, la suma del número de reproduciones de «Tada Kimi ni Hare» en los servicios de streaming superó los 100 millones de reproducciones, se convirtió en la primera canción de Yorushika en lograrlo.

## Posicionamiento en listas
El 21 de mayo de 2018, el EP se posicionó en el quinto lugar en el listado semanal de Oricon.

## Lista de canciones
Todas las canciones escritas y compuestas por n-buna. 
| CD / Descarga digital |                                                                                                  |          |  |
| N.º                   | Título                                                                                           | Duración |  |
| 1.                    | «Zense» (前世; Vida pasada)                                                                      | 1:19     |  |
| 2.                    | «Makeinu ni Encore wa Iranai» (負け犬にアンコールはいらない; Los perdedores no necesitan un bis) | 3:54     |  |
| 3.                    | «Bakudanma» (爆弾魔; Bombardero compulsivo)                                                      | 3:37     |  |
| 4.                    | «Hitchcock» (ヒッチコック)                                                                       | 3:42     |  |
| 5.                    | «Rakka» (落下; Caída)                                                                            | 1:14     |  |
| 6.                    | «Juntōmei Shōnen» (準透明少年; Joven semi-transparente)                                          | 4:41     |  |
| 7.                    | «Tada Kimi ni Hare» (ただ君に晴れ; Un simple día soleado para ti)                                | 3:18     |  |
| 8.                    | «Tōmin» (冬眠; Hibernación)                                                                      | 5:01     |  |
| 9.                    | «Natsu, Bus Tei, Kimi wo Matsu» (夏、バス停、君を待つ; Verano, parada de bus, te espero)         | 1:56     |  |
| 28:42                 |                                                                                                  |          |  |

- Las pistas 1, 5 y 9 son instrumentales.